# Mikael Löfgren
Erik Mikael Löfgren (ur. 2 września 1969 w Torsby) – szwedzki biathlonista, dwukrotny brązowy medalista olimpijski, zdobywca Pucharu Świata.

## Kariera
Pierwszy sukces osiągnął w 1986 roku, zdobywając złoty medal w biegu indywidualnym podczas mistrzostw świata juniorów w Falun. Na rozgrywanych trzy lata później mistrzostwach świata juniorów w Voss zajął drugie miejsce w tej samej konkurencji oraz w sztafecie. W Pucharze Świata zadebiutował 14 marca 1987 roku w Lillehammer, zajmując 43. miejsce w sprincie. Pierwsze punkty wywalczył 23 lutego 1988 roku w Calgary, zajmując 22. miejsce w tej konkurencji. Na podium zawodów tego cyklu pierwszy raz stanął 20 lutego 1992 roku w Albertville, gdzie rywalizację w biegu indywidualnym ukończył na trzeciej pozycji. W kolejnych startach jeszcze pięć razy plasował się w pierwszej trójce: 10 marca 1992 roku w Fagernes był trzeci, a 11 marca 1993 roku w Östersund i 14 grudnia 1995 roku w Oslo drugi w biegu indywidualnym, 21 marca 1992 roku w Nowosybirsku był trzeci, a 23 stycznia 1993 roku w Anterselvie drugi w sprincie. Najlepsze wyniki osiągał w sezonie 1992/1993, kiedy zwyciężył w klasyfikacji generalnej, wyprzedzając Niemca Marka Kirchnera i Włocha Pieralberto Carrarę. Wygrał wtedy także w klasyfikacji biegu indywidualnego. Ponadto w sezonie 1991/1992 był drugi, plasując się między dwoma Norwegami: Jonem Åge Tyldumem i Sylfestem Glimsdalem.
Największe sukcesy osiągnął w 1992 roku, kiedy podczas igrzysk olimpijskich w Albertville zdobył dwa medale. Najpierw zajął trzecie miejsce w biegu indywidualnym, przegrywając tylko z Jewgienijem Ried´kinem ze Wspólnoty Niepodległych Państw oraz Markiem Kirchnerem. Następnie wspólnie z Ulfem Johanssonem, Leifem Anderssonem i Tordem Wikstenem zajął też trzecie miejsce w sztafecie. Cztery lata wcześniej, na igrzyskach olimpijskich w Calgary indywidualnie plasował się poza czołową dwudziestką, a w sztafecie był siódmy. Podczas igrzysk w Lillehammer w 1994 roku wystąpił tylko w sztafecie, w której Szwedzi zajęli jedenastą pozycję. Brał też udział w igrzyskach olimpijskich w Nagano w 1998 roku, zajmując 20. miejsce w biegu indywidualnym, 25. miejsce w sprincie i dziesiąte w sztafecie. Blisko kolejnego medalu był na mistrzostwach świata w Lahti w 1991 roku, zajmując czwarte miejsce w biegu indywidualnym. Walkę o podium przegrał tam z Norwegiem Eirikem Kvalfossem. Na tej samej imprezie był też piąty w sztafecie, a na mistrzostwach świata w Feistritz dwa lata wcześniej piąte miejsce zajął w biegu drużynowym.
Po zakończeniu czynnej kariery został trenerem. Prowadził między innymi reprezentację USA w latach 2006–2008 oraz reprezentację Norwegii w latach 2008−2012.

## Osiągnięcia

### Igrzyska olimpijskie
| Rok  | Miejscowość | Konkurencje | Konkurencje | Konkurencje | Konkurencje | Konkurencje | Konkurencje | Konkurencje |
| Rok  | Miejscowość | IN          | SP          | PU          | MS          | RL          | MR          | SR          |
| ---- | ----------- | ----------- | ----------- | ----------- | ----------- | ----------- | ----------- | ----------- |
| 1988 | Calgary     | 51.         | 22.         | nd.         | nd.         | 7.          | nd.         | –           |
| 1992 | Albertville | 3.          | 20.         | nd.         | nd.         | 3.          | nd.         | –           |
| 1994 | Lillehammer | –           | –           | nd.         | nd.         | 11.         | nd.         | –           |
| 1998 | Nagano      | 20.         | 25.         | nd.         | nd.         | 10.         | nd.         | –           |

### Mistrzostwa świata
| Rok  | Miejscowość            | Konkurencje | Konkurencje | Konkurencje | Konkurencje | Konkurencje | Konkurencje | Konkurencje |
| Rok  | Miejscowość            | IN          | SP          | PU          | MS          | RL          | MR          | SR          |
| ---- | ---------------------- | ----------- | ----------- | ----------- | ----------- | ----------- | ----------- | ----------- |
| 1989 | Feistritz              | 16.         | 42.         | nd.         | nd.         | 8.          | nd.         | –           |
| 1990 | Mińsk/Oslo/Kontiolahti | 26.         | 39.         | nd.         | nd.         | –           | nd.         | –           |
| 1991 | Lahti                  | 4.          | 39.         | nd.         | nd.         | 5.          | nd.         | –           |
| 1993 | Borowec                | 12.         | 14.         | nd.         | nd.         | 6.          | nd.         | –           |
| 1995 | Anterselva             | 38.         | 22.         | nd.         | nd.         | 6.          | nd.         | –           |
| 1996 | Ruhpolding             | 53.         | 20.         | nd.         | nd.         | –           | nd.         | –           |
| 1997 | Osrblie                | –           | –           | –           | nd.         | 11.         | nd.         | –           |

### Puchar Świata

#### Miejsca w klasyfikacji generalnej
| Sezon     | Miejsce |
| --------- | ------- |
| 1986/1987 | -       |
| 1987/1988 | 70.     |
| 1988/1989 | 40.     |
| 1989/1990 | 41.     |
| 1990/1991 | 31.     |
| 1991/1992 | 2.      |
| 1992/1993 | 1.      |
| 1993/1994 | 57.     |
| 1994/1995 | ?       |
| 1995/1996 | 28.     |
| 1996/1997 | 36.     |
| 1997/1998 | 71.     |

#### Miejsca na podium chronologicznie
| Lp. | Dzień       | Rok  | Miejscowość | Konkurencja                | Lokata | Pudła   | Czas biegu | Strata  | Zwycięzca           |
| --- | ----------- | ---- | ----------- | -------------------------- | ------ | ------- | ---------- | ------- | ------------------- |
| 1.  | 20 lutego   | 1992 | Albertville | Bieg indywidualny na 20 km | 3.     | 0+1+0+1 | 57:34,4    | +25,0   | Jewgienij Ried´kin  |
| 2.  | 10 marca    | 1992 | Fagernes    | Bieg indywidualny na 20 km | 3.     | 0+0+0+1 | 1:01:52,0  | +1:22,0 | Mark Kirchner       |
| 3.  | 21 marca    | 1992 | Nowosybirsk | Sprint na 10 km            | 3.     | 0+1     | 28:10,5    | +32,2   | Wilfried Pallhuber  |
| 4.  | 23 stycznia | 1993 | Anterselva  | Sprint na 10 km            | 2.     | 0+0     | 26:47,8    | +7,8    | Pieralberto Carrara |
| 5.  | 11 marca    | 1993 | Östersund   | Bieg indywidualny na 20 km | 2.     | 1+0+1+0 | 59:42,1    | +4,8    | Mark Kirchner       |
| 6.  | 14 grudnia  | 1995 | Oslo        | Bieg indywidualny na 20 km | 2.     | 0+0+1+0 | 53:42,8    | +34,6   | Sven Fischer        |